# Theobald František von Dewaldt
Theobald Franz (František) von Dewaldt, ab 1679 Freiherr (* um 1640 in Nordhagen im Hochstift Paderborn; † 9. August 1701 in Prag, Böhmen) war ein Rittmeister der Kaiserlichen Armee und Verwandter des Johann von Sporck.

## Leben

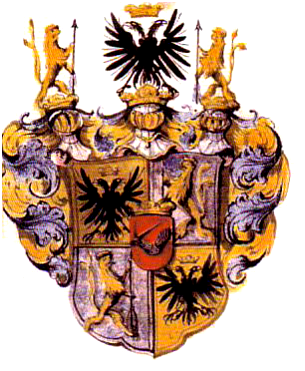
Wappen von Dewaldt

Geboren als Franz Nolte und aus bäuerlichen Verhältnissen stammend, war Theobald Franz von Dewaldt Rittmeister und Kompanieführer unter seinem Verwandten Johann von Sporck. Später diente er wie Sporck unter General Raimondo Montecuccoli. In Ungarn kämpfte er mit Montecuccoli gegen die Türken und hatte mit seinen Reitern den wesentlichen Anteil am Sieg bei St. Gotthardt an der Raab am 1. August 1664. Montecuccoli lobte ihn beim Kaiser mit den Worten, dass er „zwey bereits zertrent geweste Squadronen zum Standt“ bringen und wieder gegen den Feind führen konnte.
Am 13. April 1665 erfolgte die Erhebung in den Adelsstand. Nolte durfte sich fortan Noldt von Delbrück nennen. Er blieb im Regiment seines Verwandten und war bei der ungarischen Zrinski-Frankopan-Verschwörung gegen Kaiser Leopold I. wohl auch bei der Niederschlagung der Aufständischen beteiligt.
1679 erfolgte die Standeserhöhung zum Freiherrn von Dewaldt.
In anderen Quellen wird der Name von Dewaldt auch als von Dewald angegeben. Der Name Dewaldt erscheint wahrscheinlicher. So findet sich im Verzeichnis des Adels von Böhmen, Mähren und Schlesien später ein Johann Georg Freiherr von Dewaldt, dessen Verwandtschaftsverhältnis zu Theobald Franz (František) von Dewaldt ungeklärt ist.
Theobald Franz (František) von Dewaldt starb 1701 in Prag. Seine Grabstätte findet sich im Kloster St. Katharina in Prag.